# タリン市電
タリン市電（エストニア語: Tallinna trammiliiklus）は、エストニアの首都・タリンを走る、同国唯一の路面電車。軌間は1,067 mm（狭軌）で、タリンの路線バスやトロリーバス（タリン・トロリーバス）を含めた公共交通機関を管理するタリン市交通会社（Tallinna Linnatranspordi Aktsiaselts）が運営する。

## 歴史
タリン市電のルーツは、1888年から営業運転を開始した馬車鉄道である。タリン各地の主要道路の上に敷かれた路線網は1902年の時点で7.24 kmとなり、末期の1917年には37両の客車が在籍していた。一方、1915年にはロシア・バルチック造船所を始めとする工業地域への交通手段として、スチームトラムを用いた広軌（1,524 mm）の路面鉄道が開通し、第一次世界大戦の影響で1918年に馬車鉄道の運行が休止した後も、コプリ地区とタリン中心部を結ぶ交通機関として営業を続けた。その後、馬車鉄道は1921年にガソリンエンジンを用いた気動車によって運行を再開している。

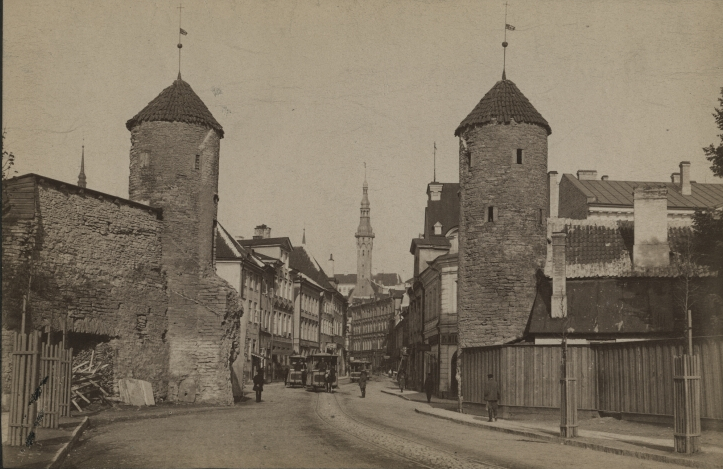
タリン市内を走っていた馬車鉄道（1888年）

タリンの街に初めて路面電車が登場したのは1925年10月28日で、馬車鉄道として開通した路線のうちタリンの主要道路であるナーヴァ通り（Narva maantee liinil）を通る系統が直流600 Vに電化された。1931年にはコプリ地区へ向かう系統が改軌され、軌間が1,524 mmから1,067 mmに改められたが、その後も長期に渡って電化は行われず、ガソリン気動車が使用された。第二次世界大戦時にはエストニアも戦禍を被り、1944年3月9日のソビエト連邦（ソ連）空軍による空襲により路面電車も大きな被害を受けた。
ソ連の統治下に置かれて以降は戦災からの復旧に加えて前述したコプリ地区の路線の電化・複線化や各路線の延伸などが実施され、2020年まで続くタリン市電のおおまかな路線網が完成した。車両についても、第二次世界大戦前から1950年代前半まではベルギーやスウェーデンからの輸入、もしくはタリン市電の工場での自社製造で賄っていたが、1955年以降は経済相互援助会議（コメコン）体制のもとで東ドイツのゴータ車両製造製の電車（ゴータカー）の大量導入が行われ、1973年からはチェコスロバキア（現：チェコ）のČKDタトラの路面電車が継続して導入されるようになった。

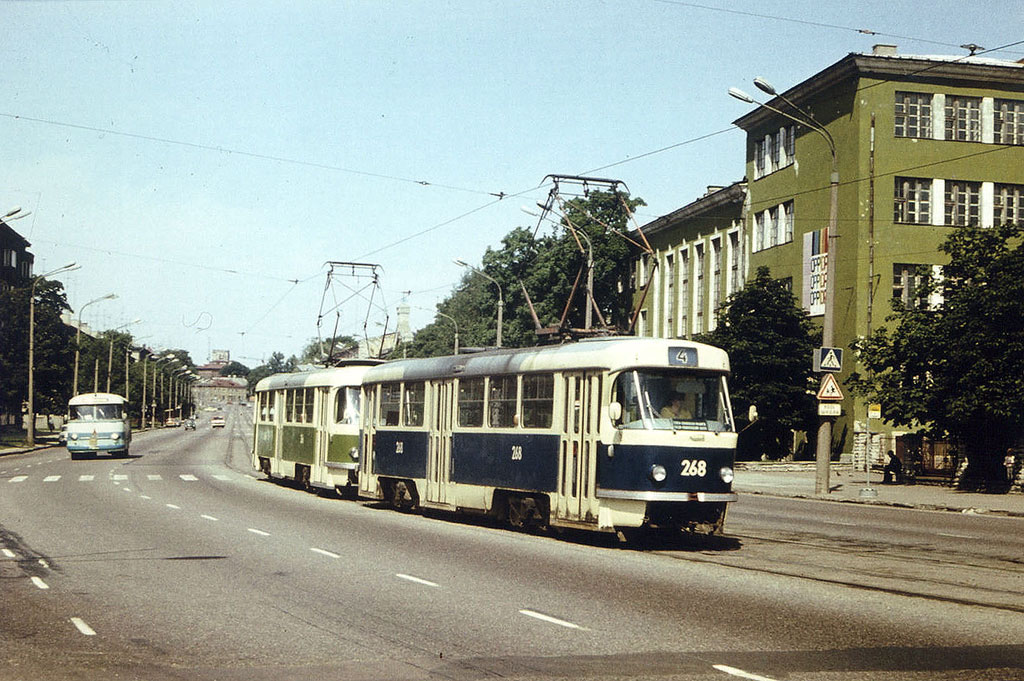
タリン市電初のタトラカー・T4SU（1983年撮影）

1991年6月にエストニアが独立を果たして以降は、旧ソ連時代に製造されたタトラカーをドイツ（旧：東ドイツ）各都市から譲渡された同型車両で置き換えるのと同時に輸送力増強を図った一方、2001年以降はバリアフリーへの対応も兼ねて一部の車両を部分超低床電車に改造した。2014年初期の時点でタリン市電の営業運転に使用されていた車両は、2車体連接車のタトラKT4が77両、部分超低床電車である3車体連接車のタトラKT6Tが12両であった。
同年4月7日以降、タリン市電の3・4号線について列車速度や利便性の向上、混雑緩和を目的とした改修工事が始まり、枕木（木製→コンクリート製）やレール、架線の交換、変電所の改装や車庫の再建、更には道路整備などを含めた大規模な工事が2015年まで続けられた。また、これに合わせてタリン市電には新型の超低床電車が20両導入され、高床式車両（KT4）が置き換えられた。更に2016年からは欧州連合の支援基金を用いた「レール・バルティカ（Rail Baltica）」プロジェクトの一環として、4号線に関して全長150 mのトンネル区間を含めたレナルト・メリ・タリン空港への延伸工事が実施され、翌2017年9月1日から営業運転を開始した。その後、2024年12月1日にはタリン旅客港（旧市街港）を含んだ港湾地域を走行する全長2.5 kmの複線区間が開通している。

## 運用

### 系統
2004年に系統名が消滅した5号線が2023年に再度設定されて以降、タリン市電では以下の5系統が運行している。そのうち多数の系統が経由するVinneri - Hobujaama間ではラッシュ時には2分間隔という高頻度運転が実施している一方、路面電車用の優先信号は存在しない他、駅間距離の短さも要因となり低速運転を余儀なくされている。
| 系統番号 | 起点  | 終点       | 参考・備考                   |
| -------- | ----- | ---------- | ---------------------------- |
| 1        | Kopli | Kadriorg   |                              |
| 2        | Kopli | Suur-Paala | 2024年12月から経由区間が変更 |
| 3        | Tondi | Kadriorg   |                              |
| 4        | Tondi | Suur-Paala |                              |
| 5        | Kopli | Vana-Lõuna |                              |

### 運賃
リーマンショックに端を発した経済危機を契機に、エストニアでは公共共通機関の無料化の動きが加速しており、タリン市内では2013年1月1日からエストニア国民を対象に市電を含めた公共交通機関が無料で利用可能となった。
一方、外国人旅行者に関しては今後も乗車の際に運賃や片道分の乗車券が必要となるが、キオスクや売店で2ユーロで販売されている緑色の非接触式ICカード「スマートカード」（SmartCard、Ühiskaart）を用いる場合は1時間ごとの料金となり割引が行われる他、美術館やレストランの割引も可能な赤色の「タリンカード」（TallinnCard）を使えば、指定された期間（24時間、48時間、72時間）以内ならば無料で乗車可能である。また、スマートフォンの公式アプリを用いた支払いも行う事が出来る。利用する際には事前に料金の支払いや乗車券への刻印を乗客が行う信用乗車方式が導入され、車内では抜き打ちの検札も実施されており、期限切れのカードや乗車券の使用を始めとした無賃乗車が発覚した場合40ユーロの罰金が科せられる。

## 車両

### 現有車両
2019年10月現在、タリン市電で営業運転に使用される車両は以下の通りである。全車両とも終端にループ線が存在するタリン市電の線形に合わせて運転台は片側のみに存在し、乗降扉も右側面に設置されている。

#### タトラKT4

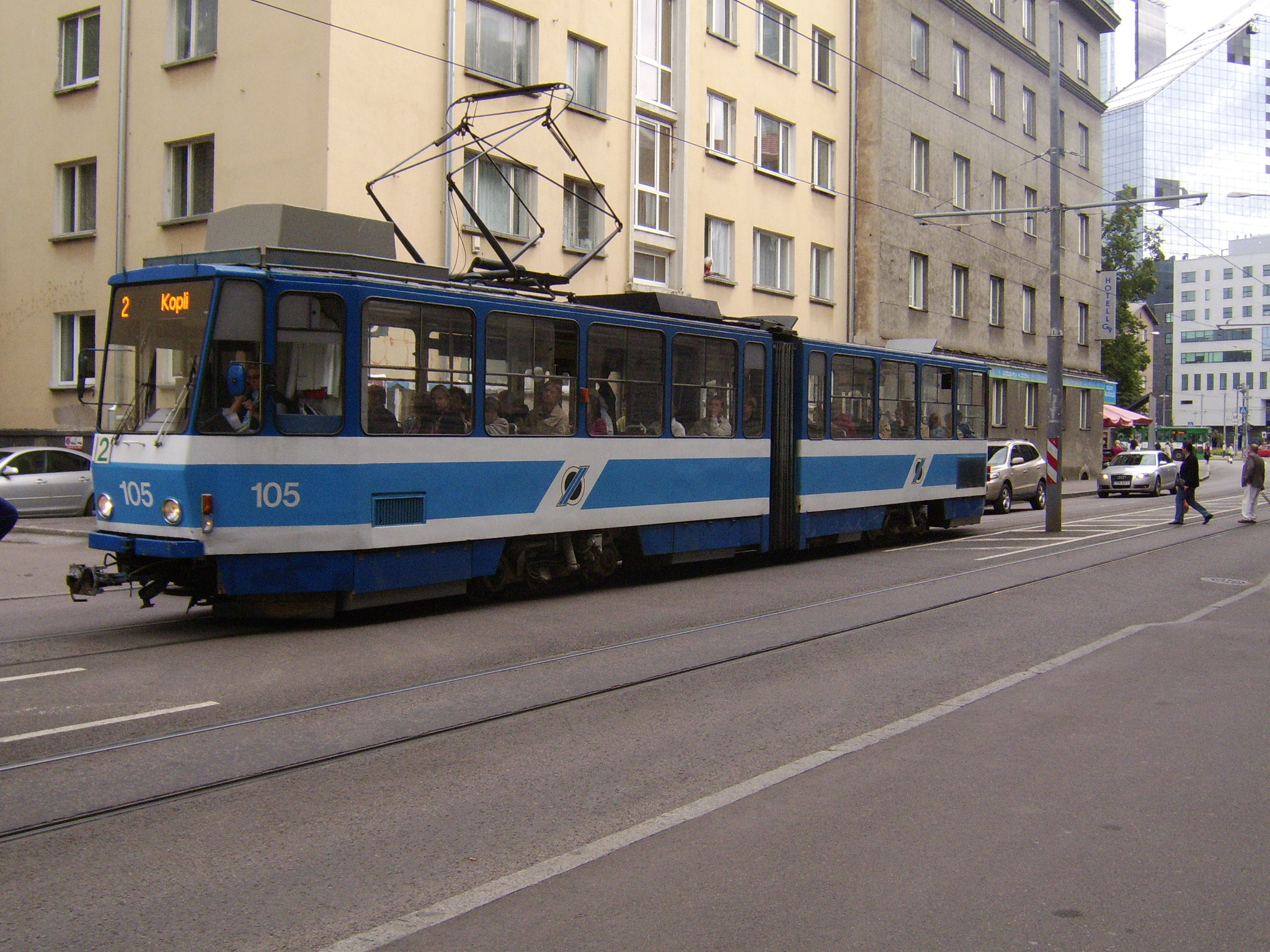
KT4（2008年撮影）

車両限界や曲線半径が狭い地域に向け、チェコスロバキア（現：チェコ）のČKDタトラが製造した路面電車車両・タトラカーの1形式。各車体に1台のボギー台車が設置された2車体連接車で、連接部分に特殊な構造を用いる事で、曲線走行時でも車体のはみ出しが抑えられている。
タリン市電では1981年から1990年にかけて、ソビエト連邦向けのKT4SUが計73両導入された。これにより、最後まで使用されていた東ドイツ製の路面電車車両であるG4-61（ゴータカー）が置き換えられた。一方、長年の酷使によって老朽化が進行した事や車両本数の増加に対応するため、1996年以降は2013年まで、以下のドイツ（旧：東ドイツ）各都市で使用されていたKT4Dの譲渡が実施され、KT4SUの一部車両が廃車された。
- 1996年 - ゲーラ市電：9両
- 2004年 - コトブス市電、ゲーラ市電：10両
- 2006年 - フランクフルト（オーダー）市電、エアフルト市電：7両
- 2007年-2013年 - エアフルト市電：31両

2015年以降は後述する超低床電車（ウルボスAXL）の導入による置き換えも進行し、2019年の時点で原型のまま残存する車両は30両となっているが、2020年代以降の超低床電車増備に伴いこれらの車両は全て廃車される予定である。その一方で、2000年代以降下記のような部分超低床電車への改造や車体・機器更新も行われており、これらの車両については2020年代以降も継続して使用される事となっている。
- KT4TM - KT4の電気機器を、チェコの電機メーカーであるセゲレツ（Cegelec）が展開するTVプログレス（TV Progress）に交換し、車体や内装の修繕も同時に実施した形式。2017年以降2両が改造されている[25][26]。
- KT6T→KT6TM - 1軸台車を使用した低床車体を新造し中間に組み込んだ形式。ドイツのミッテンヴァルト機械製造（Mittenwalder Gerätebau）によって2001年から2007年にかけて12両が改造された。2017年から2018年には電気機器の交換やそれに伴う出力増強、車体の修繕、塗装変更など再度の更新工事が施工され、形式名もKT6TMに変更されている[25][27][28]。
- KT4TMR - 開通130周年を記念し、車体や内装をレトロ調に改造した形式。同時に電気機器の更新も実施された。2017年から営業運転を開始し、6両が在籍する[29][30]。

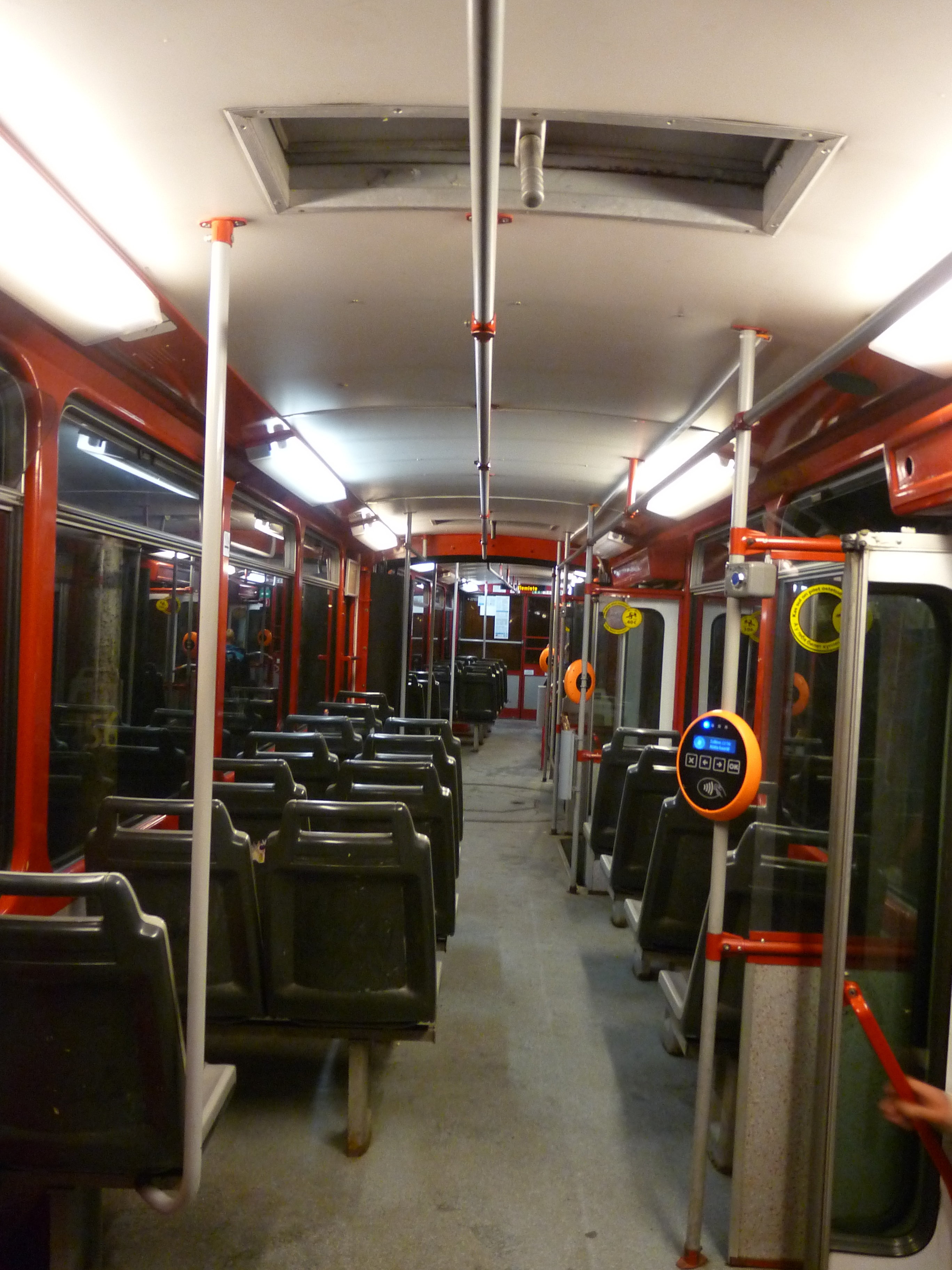
車内
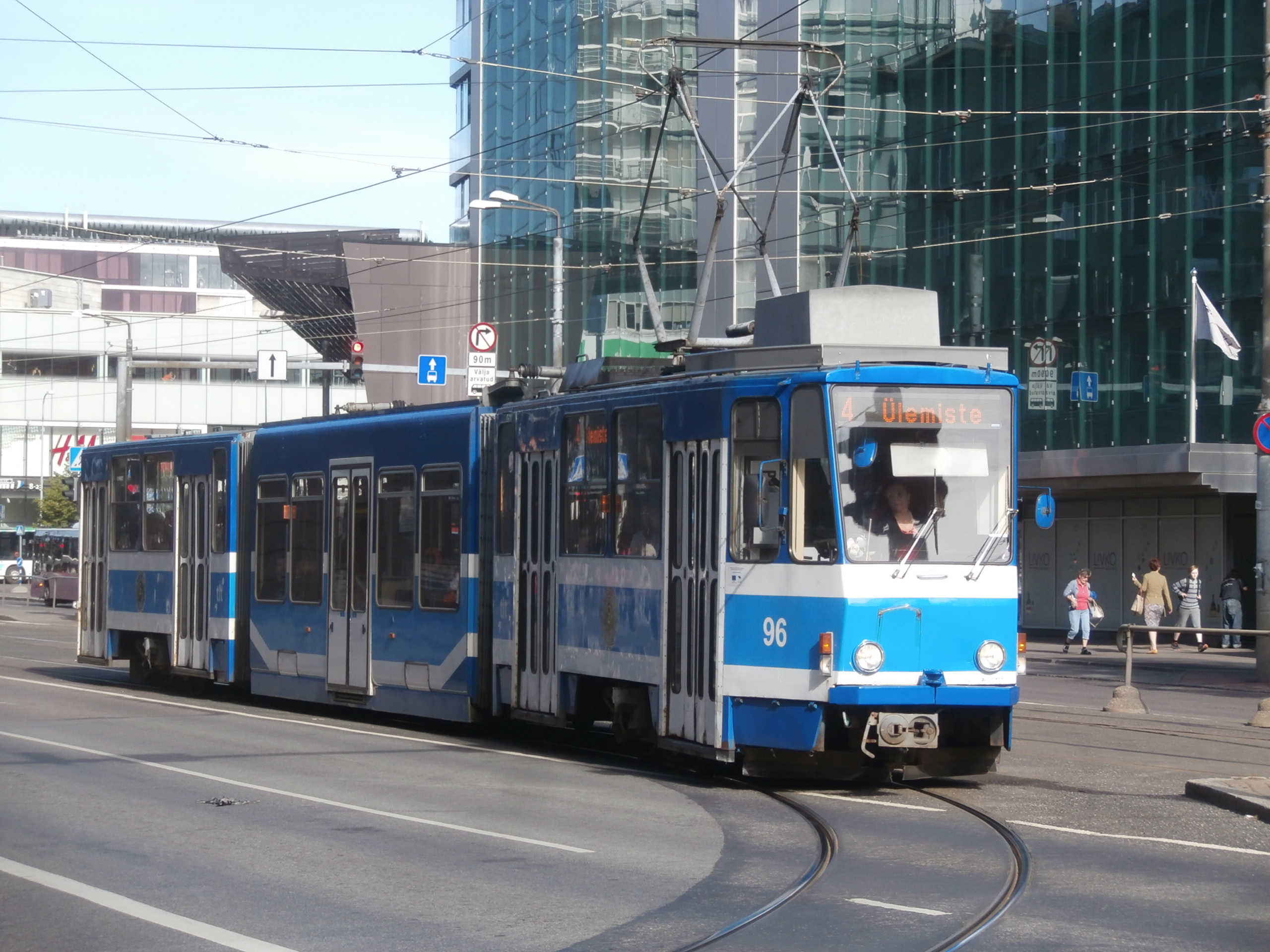
KT6T（2016年撮影）
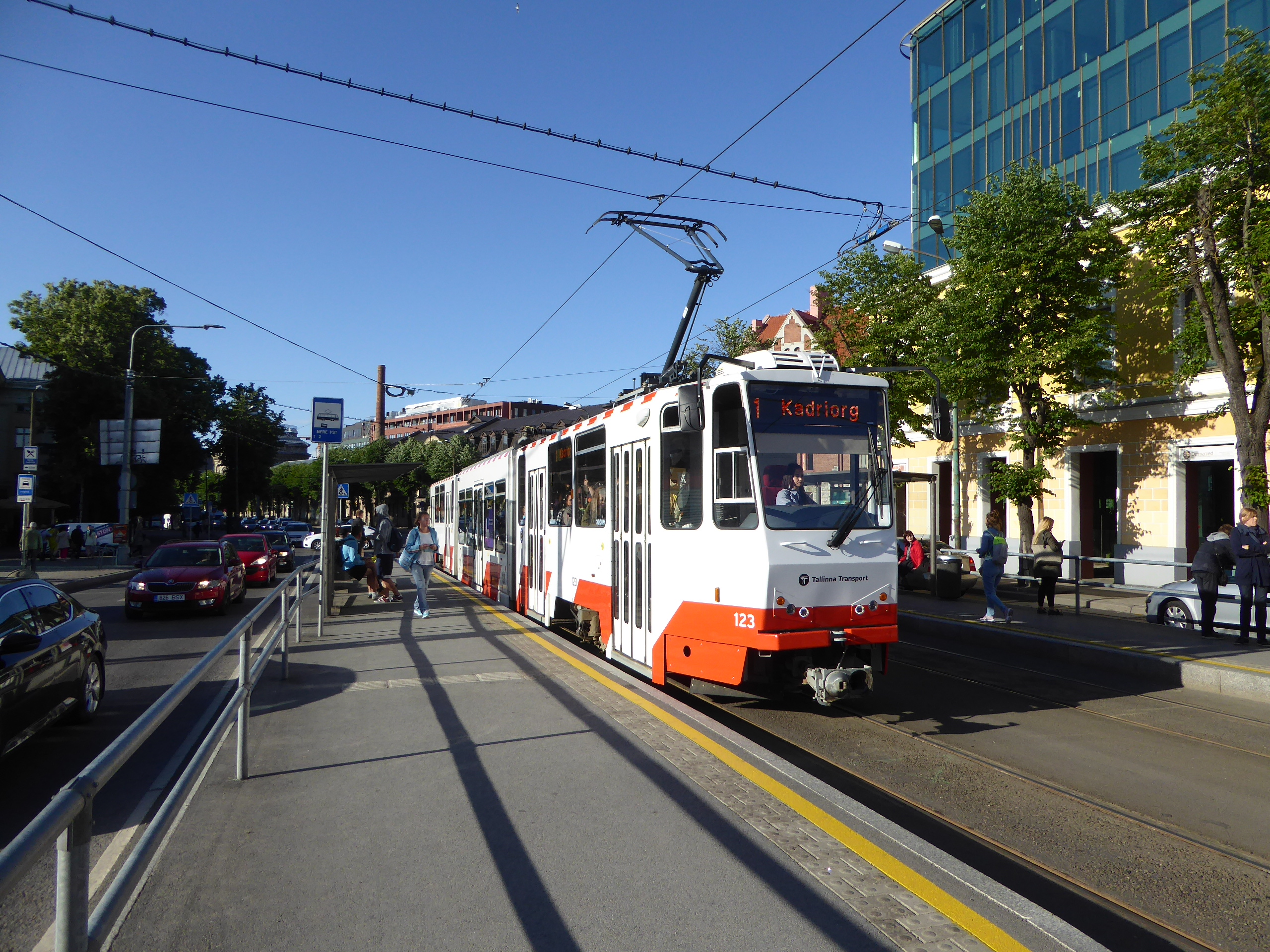
KT6TM（2018年撮影）
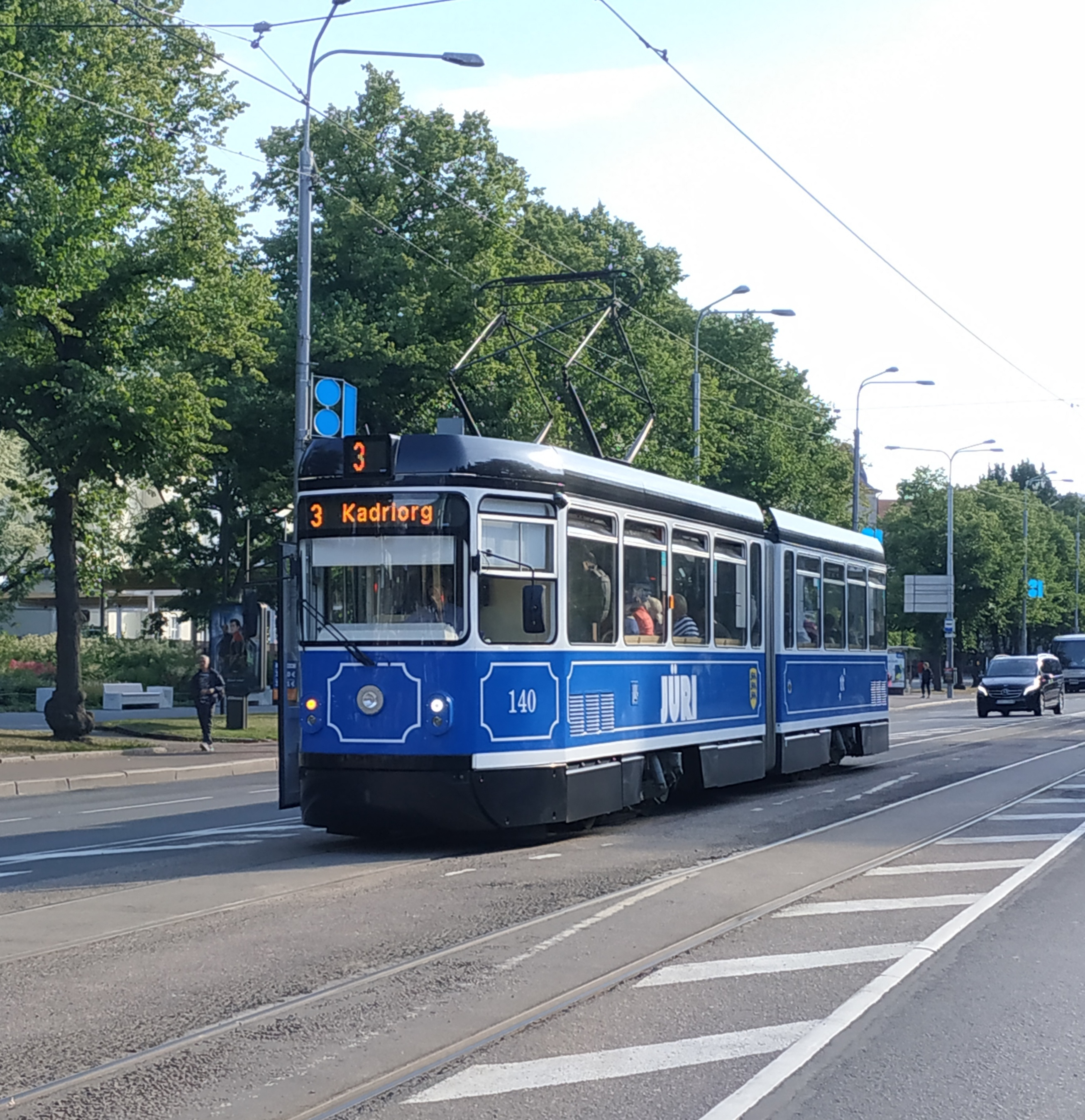
KT4TMR（2019年撮影）

#### ウルボスAXL

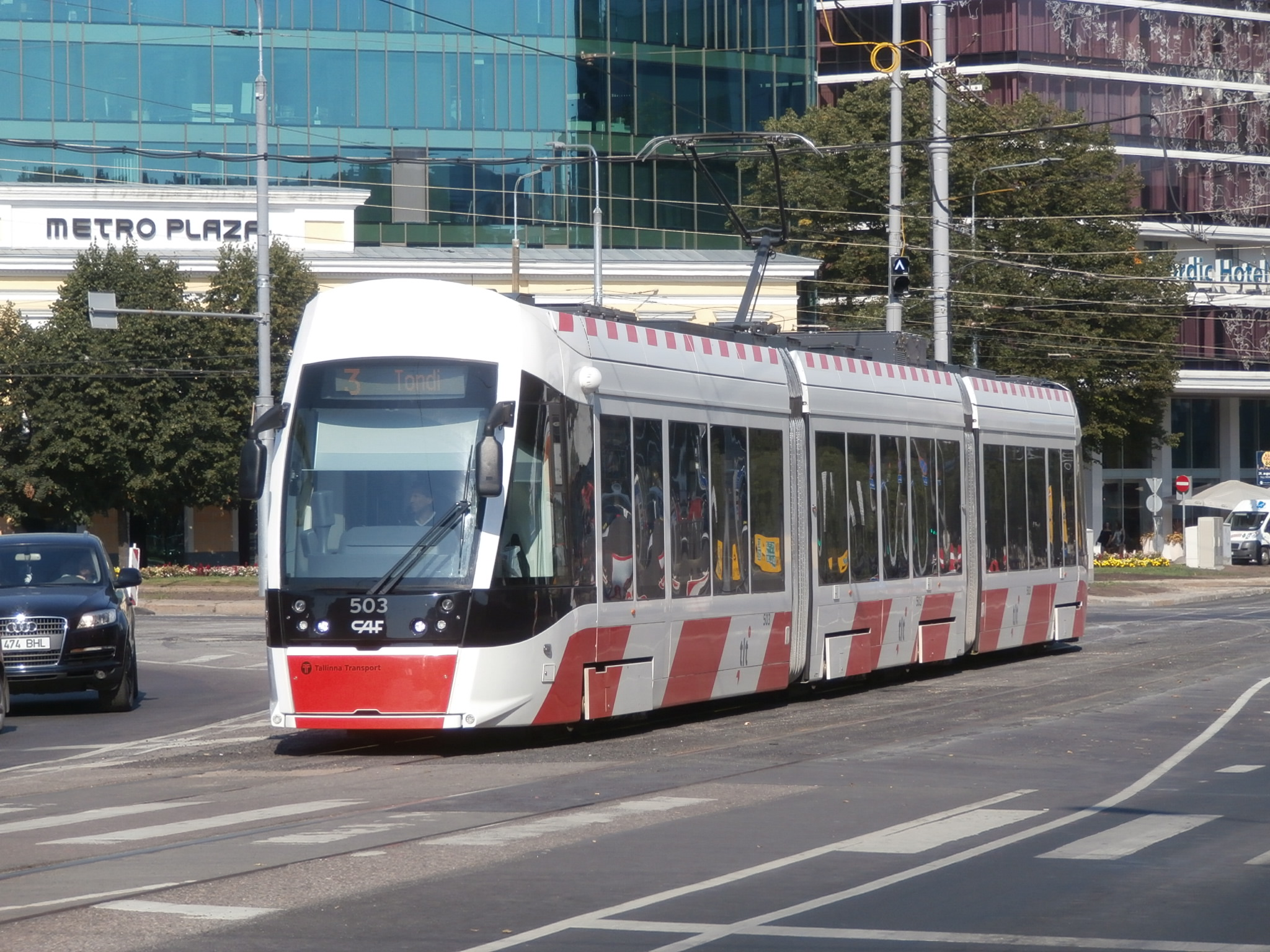
ウルボスAXL（2015年撮影）

スペインの鉄道車両メーカーであるCAFが展開する超低床路面電車ブランド・ウルボス（Urbos）のうち、車端の台車に回転軸を有したボギー台車を使用する事で高速運転や急曲線の走行を可能とした形式。タリン市電向けには20両（501 - 520）が生産され、2015年3月31日から営業運転を開始した。各系統で使用されているが、そのうちタリン空港と接続する4号線は全列車がウルボスAXLで運行する。

#### ツイスト

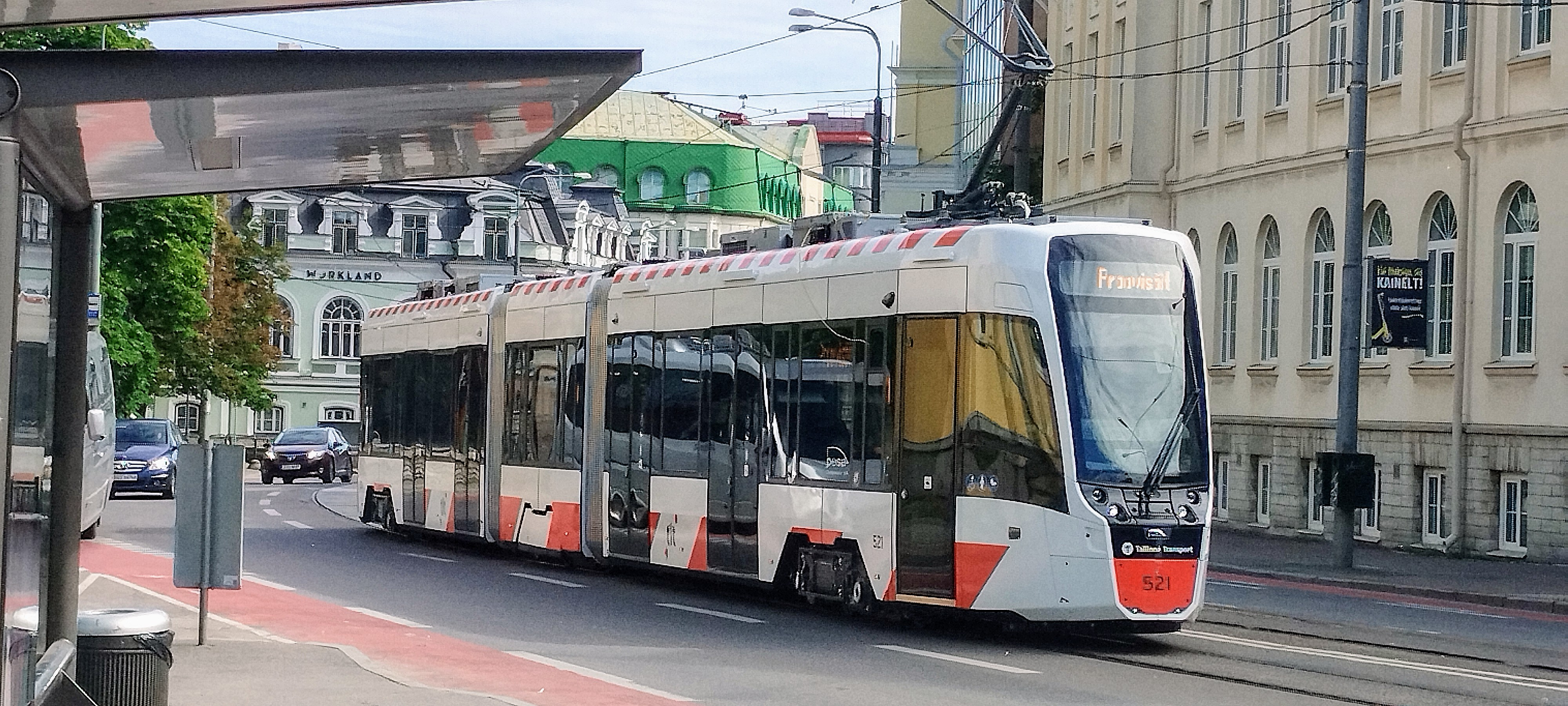
ツイスト（2024年撮影）

2022年4月、ポーランドの鉄道車両メーカーであるペサ（PESA）は今後の路線延伸や旧型車両の置き換えを目的とした新型電車導入に関する入札を獲得し、同社が展開する超低床電車（部分超低床電車）のツイストを同路線へ向けて製造する事を決定した。片運転台式の3車体連接車で、定員は309人（乗客密度8人/m2、着席定員65人）を想定している。2024年8月から営業運転を開始しており、合計23両の導入が予定されている。

### 非営業車両・過去の車両

#### G4-61

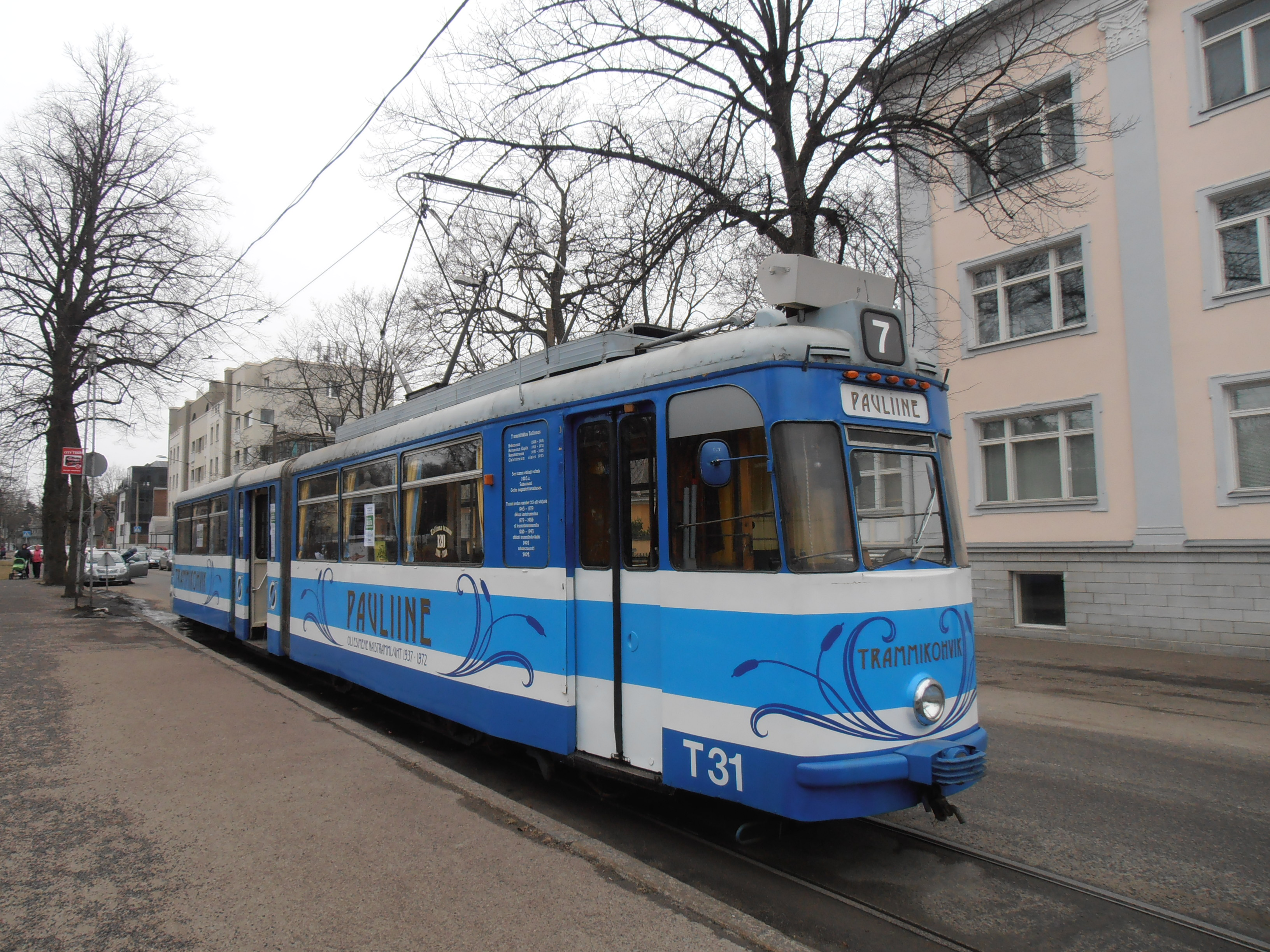
G4-61（Kohviktramm、2012年撮影）

1950年代以降、タリン市電には東ドイツの国営企業が生産した路面電車車両の導入が実施されたが、その中でも最後に導入されたG4-61は、中央に車体長が短いフローティング車体を挟んだタリン市電初の連接車（3車体連接車）として1964年から1967年にかけて50両がゴータ車両製造で生産された。従来の2軸車と比べ定員数が多いG4-61は大量輸送に貢献したが、後継車両の導入により1988年までに営業運転を終了した。
ただし、1965年に製造された1両についてはその後も残存し、1993年には車内でコーヒーなどの食事が楽しめる団体用車両（Kohviktramm、T-31）に改装され、タリン市電初の女性運転士にちなんだポーリーヌ（Pauliine）と言う愛称も付けられている。

#### タトラT4

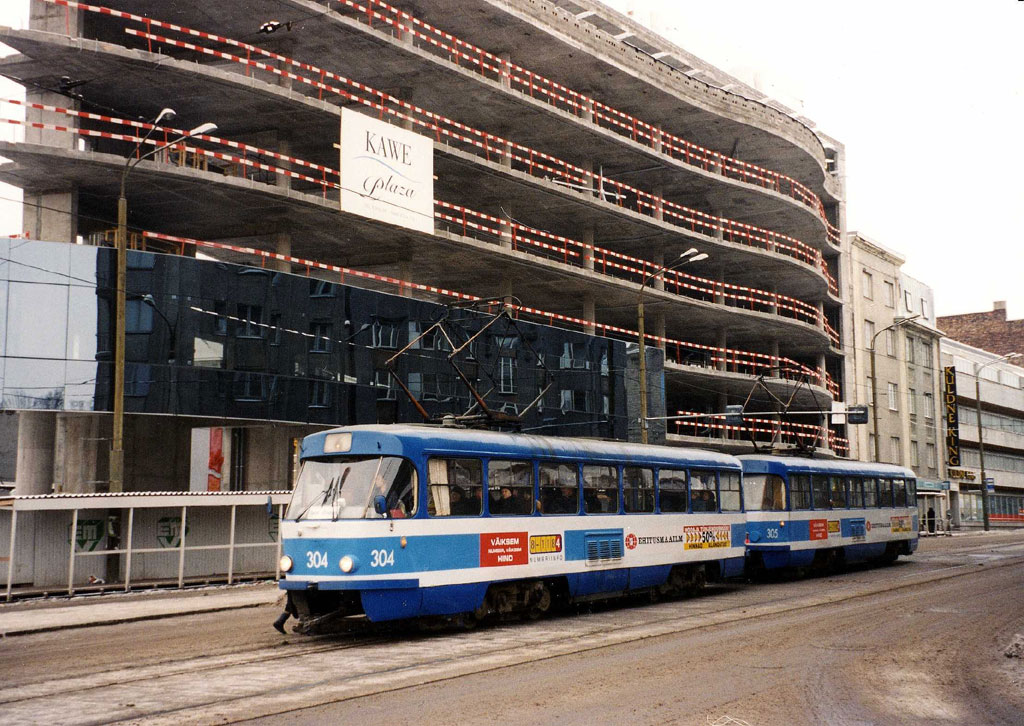
T4SU（1998年撮影）

経済相互援助会議（コメコン）体制の元、東側諸国へ向けた路面電車製造がチェコスロバキア（現：チェコ）のČKDタトラへ集約され、東ドイツからタリン市電へ向けての路面電車生産が終了したことを受け、同市電にもスミーホフ工場製の路面電車車両であるタトラカーが導入される事となった。その最初の形式が、車両限界が狭い地域へ向けて生産されたボギー車のタトラT4である。
タリン市電にはソビエト連邦向けに展開されたタトラT4SUが1973年から1980年まで計80両導入され、主に2両編成を組んで運用された。1970年代後半には3両編成の営業運転も検討されたが、電停や線形などの条件が適合していない事から実現する事はなかった。この導入により、それまで使用されていた2軸車やゴータカーの大半が置き換えられたが、T4の方も1980年代以降老朽化が進んだ事で廃車が行われ、2005年5月をもって全車営業運転を終了した。

#### その他
営業運転を離脱したタリン市電の車両の一部は2020年現在も動態保存されている一方、事業用車両に改造された車両も多数存在する。

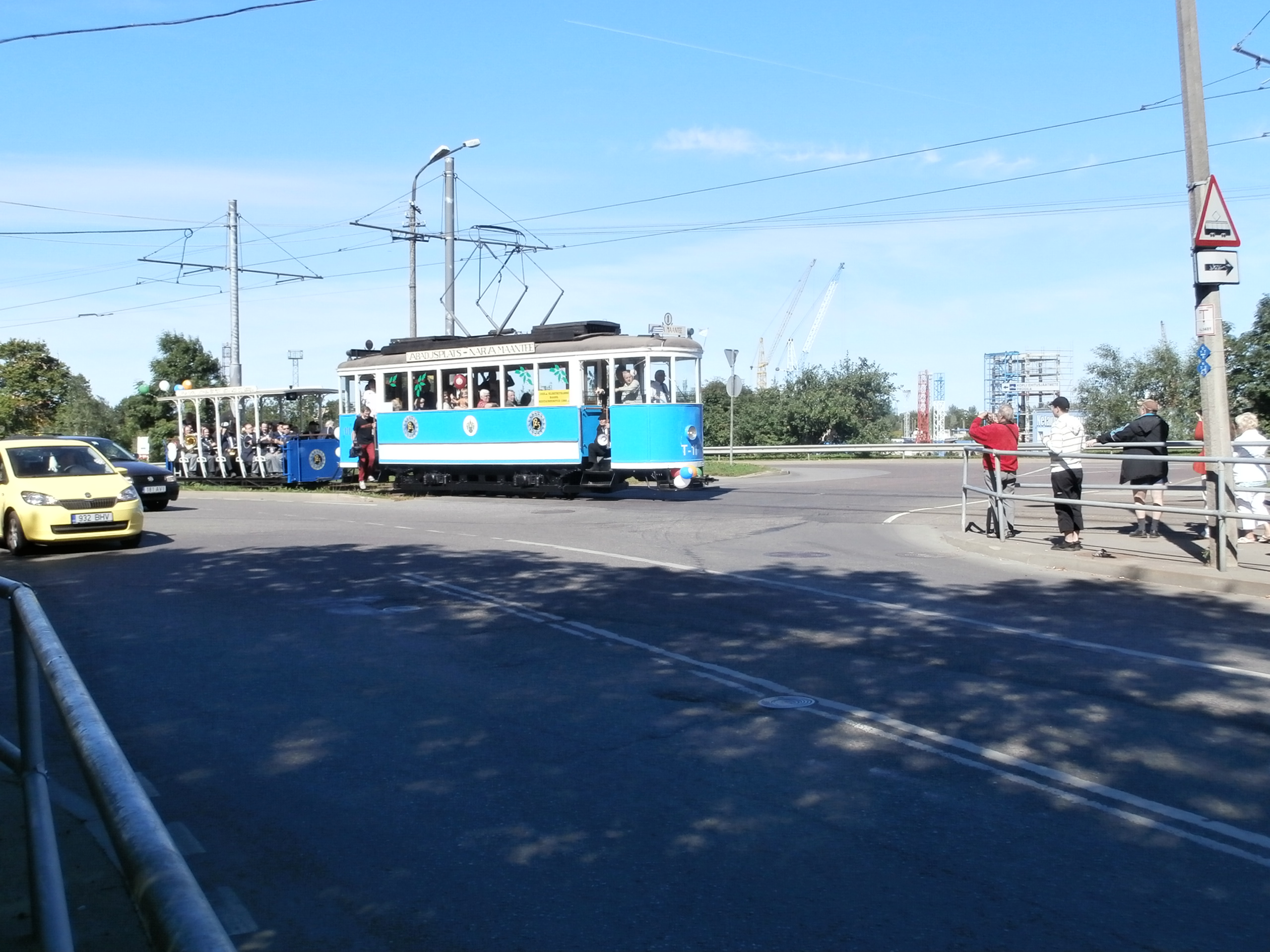
右：T-11（動態保存車、1936年製） 左：T-30（1988年製、馬車鉄道時代の客車の復元車両）
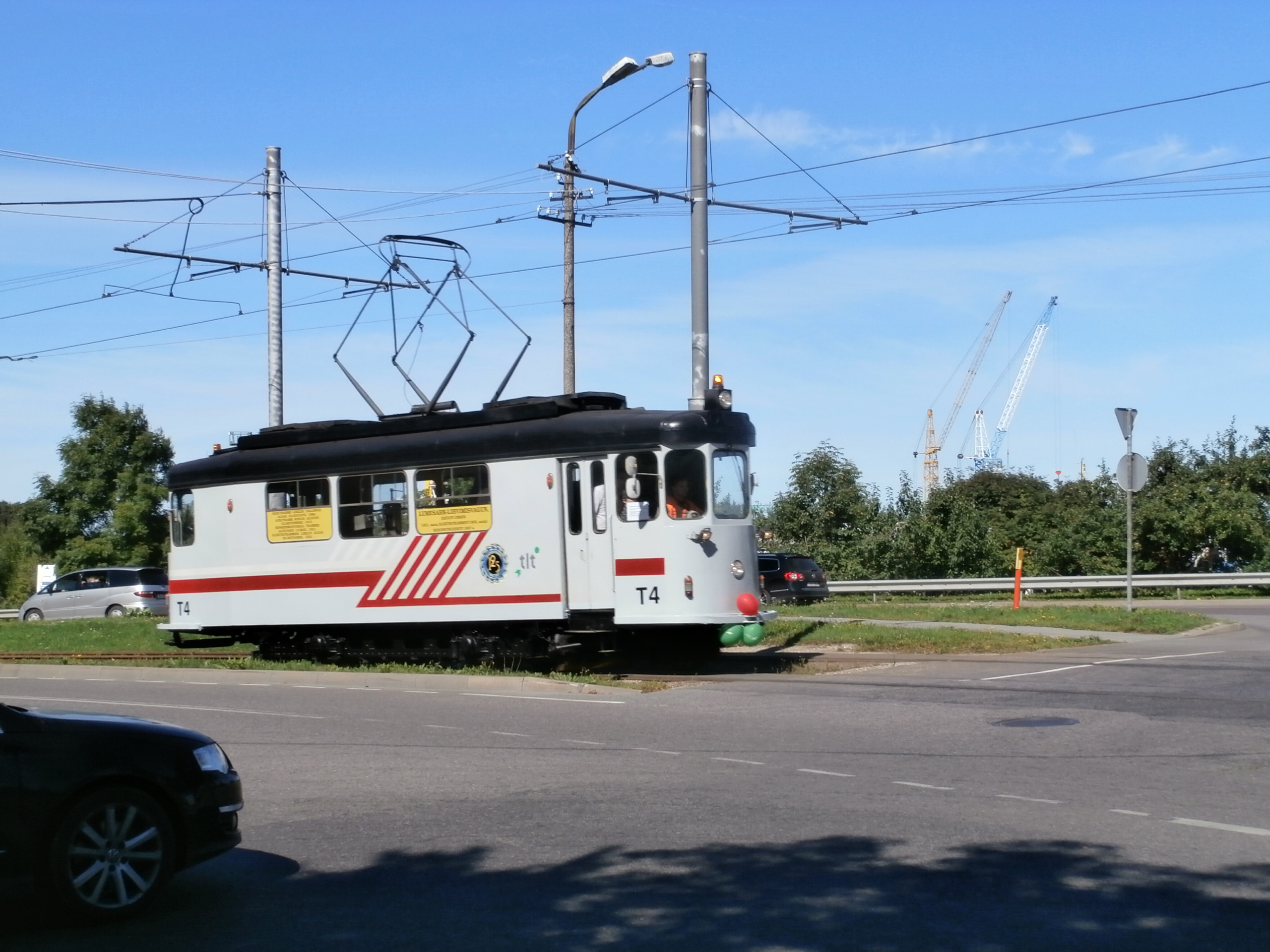
T-4（レール削正車） （旧：市電工場製造車）
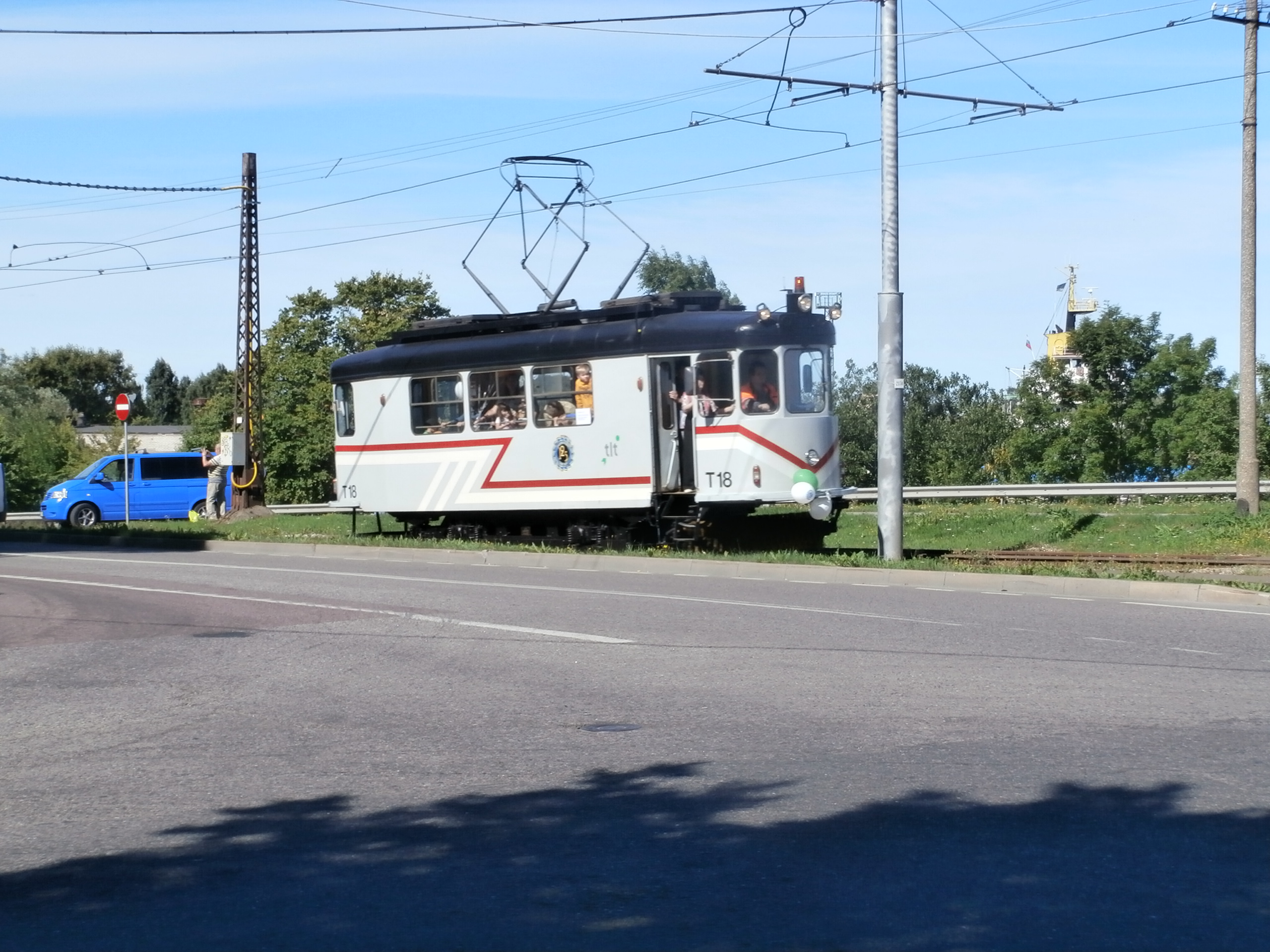
T-18（清掃車） （旧：市電工場製造車）
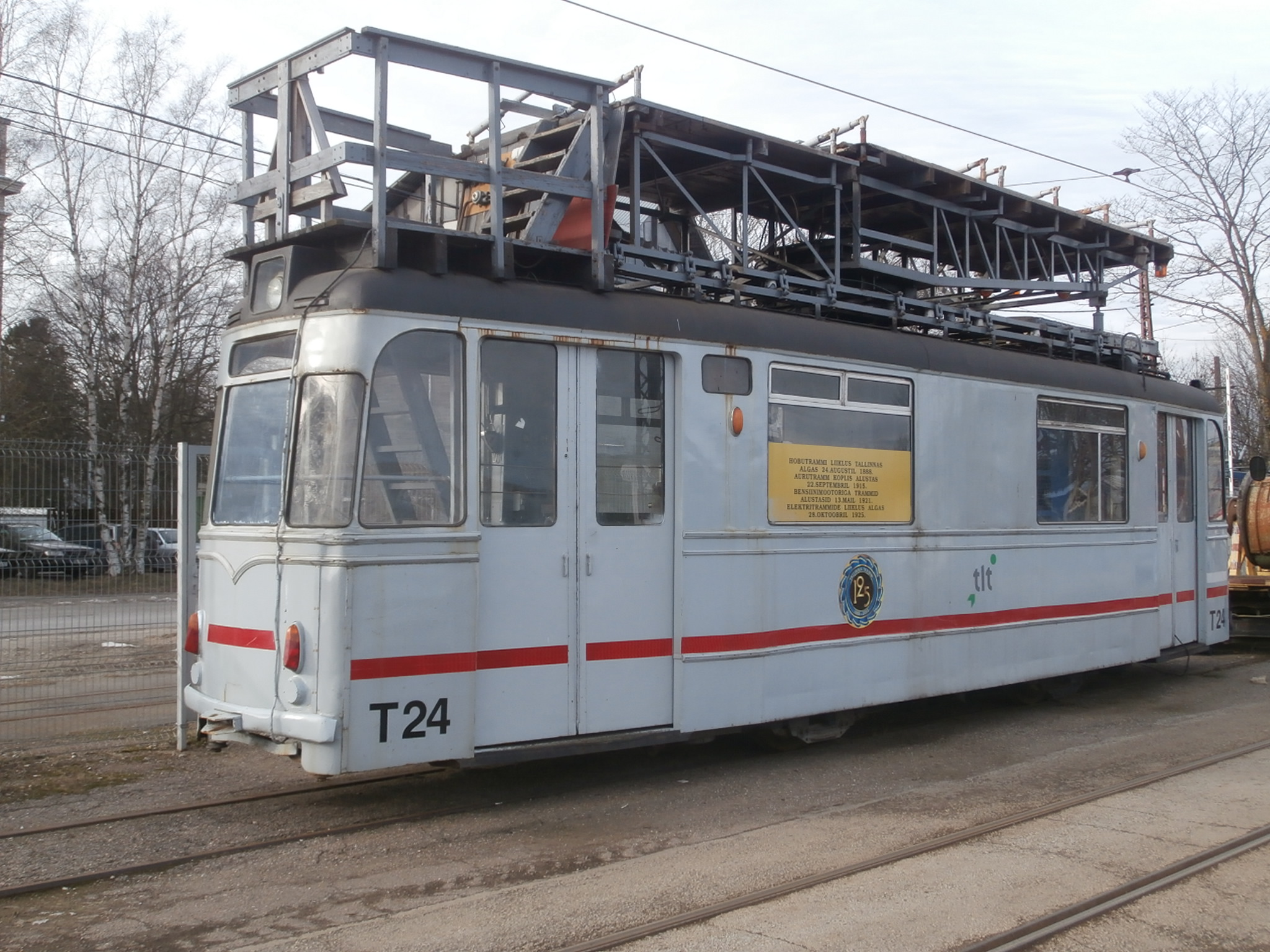
T-24（架線作業車） （旧：T57）

## 今後の予定
前述の通り、タリン市交通会社ではタリン旅客港（旧市街港）へ向かう新たな路面電車路線の建設が実施され、2024年から営業運転を開始した。同年時点で進行中のプロジェクトはレール・バルティカ計画に基づいたウレミステ（Ülemiste）地区の整備であり、完了次第2号線のレナルト・メリ・タリン空港への接続が開始される。